# Dialog
Ein Dialog ist ein Gespräch zwischen zwei oder mehreren Personen; eine geführte Rede und Gegenrede.

## Wortherkunft
Der Begriff Dialog entstammt dem altgriechischen Substantiv διάλογος diálogos „Unterredung, Gespräch“, das selbst von dem altgriechischen Verb διαλογίζομαι dialogísomai „sich unterreden, meditieren“ (einem Deponentium) abgeleitet ist. Dieses wiederum lässt sich zurückführen auf die griechischen Wortwurzeln διά diá- [hin-]durch und λέγειν légein „erzählen, reden, sprechen“ beziehungsweise dessen Ableitung λόγος lógos „Wort, Rede“; sinngemäß bedeutet ungefähr διά-λογος diá-logos „Fließen von Worten“.
Ursprünglich ist der Begriff hinsichtlich der Zahl der Sprecher nicht spezifiziert und definiert das „Zwischen-den-Worten-sein“, also sowohl den Austausch der Worte als auch die Leerstellen zwischen den Worten.
Der Ausdruck wurde jedoch früh fälschlicherweise auch synonym für Zwiegespräch verwendet (vergleiche δίς dís „zweimal, zweifach“ während διά diá „zwischen, dazwischen“ bedeutet), was zu abgeleiteten Begriffen wie Monolog, Trialog und Polylog für einen, drei und mehr Sprecher führte. Ein Monolog im eigentlichen Sinne ist ein Gespräch mit sich selbst oder eine Rede an ein gedachtes Gegenüber, zum Beispiel als Stilmittel im Drama.

## Geschichte
Als bewusst eingesetztes Gestaltungsmittel wurde der Dialog zunächst von den Sophisten verwendet, um Erkenntnisse zu vermitteln oder Probleme im Sinne der klassischen Dialektik mit Thesen und Antithesen zu erörtern. Literarisch findet er in den platonischen Dialogen einen ersten Höhepunkt. Im Humanismus erlebt der Dialog dann bei Erasmus von Rotterdam und Ulrich von Hutten eine neue Blüte.

### Sokrates
Die sokratischen Dialoge wurden von Platon übermittelt. Sokrates ging es um das direkte Gespräch, in dem das Wissen des Gesprächspartners an die Oberfläche zu holen ist (Mäeutik). Sein Ansatz sieht im Dialog in kleinen und kleinsten Gruppen die Quelle der Förderung des eigenverantwortlichen, selbstbestimmten Denkens des Einzelnen.
Versteht man den Dialog von Sokrates her als einen örtlich und zeitlich geschützten Raum (container?) des Aufspürens der eigenen inneren Haltung zu den Dingen des (beruflichen) Alltags, dann wird jeder Beteiligte als gleichermaßen Verantwortlicher einer gemeinsamen Wirklichkeit angesehen, die jetzt und hier gestaltet wird. Oftmals ist der Wechsel von konvergentem und divergentem Fragen ein bedeutsamer Motor eines solchen Dialoges, dessen Zweck die Erkundung eigener und fremder Gewohnheiten, Annahmen, Wertvorstellungen, Denk- und Verhaltensweisen in der direkten Begegnung ist (Transformation?).
Die Grundfrage lautet: „Was tust Du da, und wie kommst Du dazu, das … so zu verstehen, wie Du es tust?“ Diese Frage soll nicht zu einer Ursachenforschung, Bewertung oder Beurteilung führen, vielmehr gibt diese Frage Raum und Zeit zur Annahme dessen, was jetzt wirklich bedeutsam ist. Die Fähigkeiten zur Mitgestaltung eines sokratischen Dialoges fördern das Treffen verbindlicher Abmachungen und Entscheidungen mit hoher Akzeptanz. Daher ist der Dialog die tragende Verbindung zwischen gemeinsamen (gesellschaftlichen) Zielen, dem konkreten (Entscheidungs-)Verhalten und einer gelebten Gesellschaft.

### David Bohm
David Bohm lieferte als Physiker eine Reihe signifikanter Beiträge zur Physik. In seiner letzten Lebensphase wandte er sich zunehmend Fragen nach dem Bewusstsein des Menschen und der Natur zwischenmenschlicher Verständigung zu. Daraus entstand der sogenannte Bohmsche Dialog.
Bohm entwickelte seinen Ansatz des Dialogs im intensiven Austausch mit Jiddu Krishnamurti. Krishnamurti ging von einer vollständigen „geistigen“ Freiheit aus. Durch aufmerksame Beobachtung des eigenen Geistes und dessen Reaktionen im Moment der Transformation könne der Mensch zu seinem Inneren gelangen und seine Konditionierung durch Traditionen und Vorurteile beenden.
Nach Bohm ist der Dialog geprägt von einer Intensivierung der Gespräche. Durch diese Vertiefung können die Gefühle, Wertungen, Vorannahmen ins Bewusstsein gelangen, die das Denken und Handeln des einzelnen Teilnehmenden lenken. Somit können durch den Dialog die Erfahrungs- und Lebensgeschichten der Teilnehmenden erkundet werden. Daraus entsteht zugleich ein tieferes Verstehen der Dialogpartner untereinander, des besprochenen Sachzusammenhangs und der eigenen inneren Prozesse. Auf diesem Weg eröffnet sich die Möglichkeit, Standpunkte und Haltungen zu verändern.
Für Bohm ist der Dialog nicht nur eine Form der Kommunikation, sondern auch ein Weg zu einer grundlegenden Transformation von einzelnen Menschen und von Gruppen.
Das Bildungshaus St. Arbogast in Vorarlberg hatte es sich zur Aufgabe gemacht, den Bohmschen Dialog zu fördern, zu verbreiten und ausführlich zu erklären; das Arbogast Dialogprojekt dauerte von 2006 bis 2016.

### William Isaacs
Am amerikanischen MIT (Massachusetts Institute of Technology) wurde 1992–1994 im Dialogue-Project unter William Isaacs der Dialog in Gruppen nach Bohm u. a. von Peter Senge, Freeman Dhority und Peter Garrett weiterentwickelt, in mehreren Praxisfeldern erfolgreich erprobt, um eine „lernende Organisation“ zu schaffen und den Dialog als eine Methode in Unternehmen und Organisationen anzuwenden. Die starke Betonung des methodischen Vorgehens passt allerdings nicht ohne weiteres zu den Grundansichten von Bohm und dessen Wurzeln bei Jiddu Krishnamurti.
Isaacs sieht folgende Dialog-Fähigkeiten als elementar an:
- Zuhören als das auf sich wirken Lassen des Gehörten aus einem inneren Schweigen heraus.
- Respektieren als das Verzichten auf jede Form von Abwehr, Schuldzuweisung, Abwertung oder Kritik gegenüber den Dialogpartnern.
- Suspendieren als Erkennen und Beobachten eigener Gedanken, Emotionen und Meinungen, ohne in eine Fixierung zu verfallen.
- Artikulieren als das Finden der eigenen, authentischen Sprache und des Aussprechens der eigenen Wahrheit.

Neben diesen elementaren Fähigkeiten ist das Konzept des „Containers“ wesentlich für einen Dialog. Ein solcher Container ist als Raum bzw. Gefäß oder Setting zu verstehen, in dem die Intensität des direkten, vertrauensvollen, zwischenmenschlichen Gespräches gefahrlos eingeübt und ausgeführt werden kann. Insofern ist die deutsche Übersetzung Raum des Vertrauens bzw. Vertrauensraum zutreffend. Ohne einen solchen Container gibt es nach Isaacs keinen Dialog. Bei Isaacs spielt dann auch der Dialogbegleiter (Facilitator) eine tragende Rolle, der bei Bohm überhaupt nicht vorkommt.

### Carl Rogers (Encounter-Bewegungen)
Aus modernen Therapieformen von Viktor Frankl und Carl Rogers sind einige Encounter-Bewegungen entstanden, die den Dialog zu einer Form vertiefter Begegnung in einer Partnerschaft – insbesondere der Ehe – und in einer verbindlichen Gemeinschaft entwickelt haben. Als Kommunikationsart in der Kultur des Aktiven Zuhörens wird diese Dialogform von Eheberatern, Familienseelsorgern und christlichen Erweckungsbewegungen verbreitet und gepflegt.
So versteht Marriage Encounter (ME), eine von den Jesuiten Gabriel Calvo (Spanien) und Chuck Callagher (USA) gegründete und heute weltweit verbreitete Encounter-Bewegung, unter „Dialog“ eine kombiniert schriftlich-mündliche Form des interpersonellen Austausches, bei dem die Vertiefung der Paarbeziehung durch Blick auf die eigenen Emotionen und jene des Partners erfolgt. Zunächst ortet jede Person die eigenen Gefühle in Zusammenhang mit einem aktuellen Thema des Paares (bzw. in Gemeinschaften des Zusammenlebens) und teilt sie (schriftlich oder mündlich) an den Partner / die Partnerin mit. Wichtig ist für diese/n, zunächst nur zuzuhören (siehe auch Zuhörkreis).
Erst in einem zweiten Schritt sollen Gedanken bzw. Fragen dazu geäußert werden, mit besonderer Beachtung des gegenseitigen Vertrauens. Bei unangenehmen Gefühlen kann nach den unerfüllten Grundbedürfnissen gesucht oder weitere Schritte für ein vertieftes Zusammenleben überlegt werden. In ähnlicher Form lassen sich auch bei Konflikten Kommunikationsformen und Streitregeln entwickeln, die gegenseitige Verletzungen vermeiden und rascher zu Lösungen führen.
Eine erste Einführung in diesen vertieften Dialog wird bei den ME-Wochenenden gegeben, die mehrmals jährlich in einigen hundert Bildungshäusern Europas, Amerikas und Asiens gegeben werden. Einige Wochen später können die Teilnehmer vertiefende Gruppenabende besuchen oder an zeitlich befristeten Kleingruppen teilnehmen. In vielen Staaten werden auch spezielle Themen-Wochenenden oder Urlaubswochen mit Beziehungsthemen angeboten.

### Hartkemeyer
Der Ansatz des MIT (siehe oben) kam über Freeman Dhority zum Ehepaar Martina und Johannes Hartkemeyer, das dieses Grundkonzept mit ihrem Dialogprojekt im deutschsprachigen Raum bis heute verbreitet. Zunächst sahen sie Dialog als eine lehr- und lernbare Methode der Kommunikation in Gruppen an, die ein gemeinsames Verständnis ermöglicht. Später propagierten Hartkemeyer & Hartkemeyer den Dialog als Methode zur Verdeutlichung des Denkens über die „Realität“ und des gemeinsamen Lernens. Die starke Betonung des gemeinsamen Lernens statt des Bewusstwerdens der eigenen Gedanken und der sie begleitenden Emotionen passt nicht ohne weiteres zu den Grundansichten von Bohm und dessen Wurzeln bei Jiddu Krishnamurti.
Der Ausbildung zum Dialogbegleiter und den von ihnen propagierten Kernfähigkeiten zum Führen eines Dialogs (lernende Haltung, radikaler Respekt, Offenheit, generatives Zuhören, Beobachter beobachten, Annahmen/Bewertungen suspendieren, Verlangsamung, von Herzen sprechen, produktives Plädieren und erkundende Haltung) wird eine bedeutende Rolle zugeschrieben. Daran anknüpfend entwickelten Hartkemeyer & Hartkemeyer dann konsequenterweise diesbezügliche Ausbildungswege, die bis heute am Markt von ihnen angeboten werden. Diese überdeutliche Betonung des methodischen Vorgehens ist ebenfalls nicht ohne weiteres mit den Grundansichten von Bohm und dessen Wurzeln bei Jiddu Krishnamurti vereinbar.

### Martin Buber
Der Religionsphilosoph Martin Buber wird zwar von Hartkemeyer & Hartkemeyer oftmals zitiert, aber dabei niemals mit dem dazugehörigen Kontext betrachtet.
Bohm, Isaacs und Hartkemeyer & Hartkemeyer geht es um gemeinsames Denken in Gruppen mit Blick auf gemeinsame Lernwege hin zur Lernenden Organisation. Im Unterschied dazu stellt Buber auf die Begegnung des Menschen mit einem Gesprächspartner und letztendlich gegenüber dem mosaischen Gott ab. In Bubers Denken wird dem, was Zwischen den Menschen wirksam ist, eine zentrale Existenz stiftende Bedeutung zugewiesen. Für Bubers Denken ist das unmittelbare Verhältnis zum direkten Gesprächspartner entscheidend für die Qualität seines Dialogs, der bei Buber letztlich auch das Verhältnis zu dem (mosaischen) Gott bestimmt. Buber spricht damit der Beziehung zwischen den Gesprächsteilnehmern (dem Zwischen), eine eigene Wesenheit zu, die die direkt Beteiligten berührt und verbindet. Jeder Gesprächspartner, der einen Gesprächspartner als Objekt behandelt, eliminiert damit das Geheimnis dieses Zwischen den Menschen, das letztlich ziemlich nahe an den Gottesbegriff von Buber heranreicht.
Bubers Schriften zum dialogischen Prinzip enthalten eine Figur, die er Das echte Gespräch nennt. Voraussetzungen dafür sind:
- das wesenhafte Hinwenden zum anderen als „personenhafte Existenz“,
- sich selbst einbringen,
- den Schein überwinden und das authentische Sein anstreben,
- keinerlei vorgefertigte Redebeiträge.

### Karl-Martin Dietz
Bei Karl-Martin Dietz basiert „Dialog“ nicht nur auf Formen des Gesprächs, sondern kennzeichnet einen Prozess, durch den der Logos hindurchgeht. Er führt den Begriff Logos auf Heraklit von Ephesus zurück und versteht wie dieser darunter eine unvergängliche, die Dinge der Welt steuernde Wirkenskraft, die auch in der Seele des Menschen lebe. Eine Zusammenarbeit ist bei Dietz dann „dialogisch“, wenn sie von Ich zu Ich und gleichzeitig auf die Wirklichkeit geht, wobei das Ich natürlich auch zur Wirklichkeit gehört. Auch den „sokratischen Dialog“ sieht er in diesem Zusammenhang, denn er sei „charakterisiert durch die Verantwortlichkeit der Gesprächspartner für das, was sie denken, durch die Fähigkeit zur Selbstdistanzierung (Ironie) und durch die Bemühung um eine Begriffsbildung, die der Wirklichkeit verpflichtet ist.“ Vor diesem Hintergrund entwickelte Dietz zusammen mit Thomas Kracht die sog. Dialogische Führung/Dialogische Kultur, die wesentlich auf den vier Dialogischen Prozessen „Individuelle Begegnung“, „Transparenz“, „Beratung“ und „Entschluss“ basiere.